# Bruno Cesari
Pour les articles homonymes, voir Cesari.
Bruno Cesari est un chef décorateur et un directeur artistique italien né le 24 octobre 1933 à Pesaro (Italie) et mort le 30 janvier 2004 à Pesaro (Italie).

## Filmographie (sélection)
- 1971 : Au nom du peuple italien (In nome del popolo italiano) de Dino Risi
- 1972 : L'Argent de la vieille (Lo scopone scientifico) de Luigi Comencini
- 1974 : Pain et Chocolat (Pane e cioccolata) de Franco Brusati
- 1974 : Le Voyage (Il viaggio) de Vittorio De Sica
- 1976 : L'Héritage (L'eredità Ferramonti) de Mauro Bolognini
- 1977 : La Chambre de l'évêque (La stanza del vescovo) de Dino Risi
- 1978 : Répétition d'orchestre (Prova d'orchestra) de Federico Fellini
- 1978 : Rêve de singe (Ciao Maschio) de Marco Ferreri
- 1979 : Un jouet dangereux (Il giocattolo) de Giuliano Montaldo
- 1980 : La Cité des femmes (La città delle donne) de Federico Fellini
- 1984 : Il était une fois en Amérique (Once Upon a Time in America) de Sergio Leone
- 1986 : Pirates de Roman Polanski
- 1987 : Le Dernier Empereur (L'ultimo imperatore) de Bernardo Bertolucci
- 1996 : Portrait de femme (The Portrait of a Lady) de Jane Campion
- 1992 : Lorenzo (Lorenzo's Oil) de George Miller
- 1993 : Little Buddha de Bernardo Bertolucci
- 1993 : Les Trois Mousquetaires (The Three Musketeers) de Stephen Herek
- 1997 : La Femme de chambre du Titanic de Bigas Luna
- 1998 : La Légende du pianiste sur l'océan (La leggenda del pianista sull'oceano) de Giuseppe Tornatore
- 1999 : Le Dernier Harem (Harem Suare) de Ferzan Özpetek
- 1999 : Le Talentueux Mr. Ripley (The Talented Mr. Ripley) d'Anthony Minghella
- 2000 : Malèna de Giuseppe Tornatore
- 2001 : Tableau de famille (Le fate ignoranti) de Ferzan Özpetek
- 2002 : Callas Forever de Franco Zeffirelli

## Distinctions

### Récompenses
- Oscars 1988 : Oscar des meilleurs décors pour Le Dernier Empereur
- David di Donatello 1988 : David di Donatello du meilleur décorateur pour Le Dernier Empereur

### Nominations
- Oscars 2000 : Oscar des meilleurs décors pour Le Talentueux Mr. Ripley